# Leopold Weninger
Leopold Weninger (* 13. Oktober 1879 in Feistritz am Wechsel, Österreich-Ungarn; † 28. Februar 1940 in Naunhof in Sachsen) war ein deutscher Komponist österreichischer Herkunft, Dirigent und Arrangeur.

## Leben
Leopold Weninger, Sohn eines Oberlehrers, besuchte das Gymnasium in Wiener Neustadt. Von 1896 bis 1899 studierte er am Konservatorium der Gesellschaft der Musikfreunde in Wien Komposition und Klavier u. a. bei Robert Fuchs. Er absolvierte weitere Studien 1899–1901 in Bad Kissingen und von 1909 bis 1912 in Dresden und Leipzig. Von 1902 bis 1909 arbeitete er als Theaterkapellmeister in Bautzen, Görlitz, Liegnitz und Erfurt. Ab 1914 war er Berater und Bearbeiter bei verschiedenen Musikverlagen (z. B. bei Anton J. Benjamin Hamburg/Leipzig) und Arrangeur für Salonorchester.
Am 1. Februar 1932 trat Weninger der NSDAP bei (Mitgliedsnummer 906.408). In der Zeit des Nationalsozialismus arbeitete er beim Kulturamt der NSDAP des Kreises Leipzig und beim Ortsverband der Nationalsozialistischen Kulturgemeinde Leipzig mit. In der Abteilung Musik organisierte er zusammen mit dem Pg. Fritz Müller-Krippen die Reihe Bunte Kammermusikabende.
Er komponierte verschiedene systemkonforme Stücke und arrangierte viele NS-Lieder, darunter 1933 Jung-Deutschland. Marsch-Potpourri für großes Orchester, ein Melodram mit Klavierbegleitung Die Fahne hoch. Im hochroten Osten der Residenz. Ein Melodram aus der schweren Zeit der deutschen Schicksalswende auf einen Text von H. Marcellus, ein Arrangement des Horst-Wessel-Lieds für Klavier mit Singstimme, auch für Violine und Mandoline, oder Sieg Heil! 43 SA-Marsch- und Kampflieder, zusammengestellt und bearbeitet von L. Weninger. 1934 folgte ein Sturmführer-Marsch, sowie eine Hitlerhymne Gott sei mit unserem Führer auf einen Text von Leopold von Schenkendorf. 1938 arrangierte er verschiedene SA-Märsche für Harmoniemusik, darunter Ehre am Rhein, SA-Marsch Nr. 3, oder Die Sturmabteilung vom Edelweiß, SA-Marsch Nr. 4.
Als Musikschriftsteller lobte er 1935 im Mitteilungsblatt der NS-Kulturgemeinde Otto Emil Schumanns neu erschienenen Opernführer mit folgenden Worten: „[…] Der Hauptvorzug des Opernbuches liegt in seiner klaren, jedem Volksgenossen verständlichen Sprache […]“, wobei er auch antisemitische Betrachtungen einfließen ließ: „[…] Wenn Meyerbeer, Offenbach, Schönberg, Korngold, Krenek überhaupt noch aufgenommen wurden, so geschah dies nur zu dem Zwecke, jedem begrifflich zu machen, warum diese Werke heute abzulehnen sind, und dies wird in den Erläuterungen mit zwingender Logik dargetan. […]“
Leopold Weninger veröffentlichte viele seiner Kompositionen auch unter dem Pseudonym Leo Minor. Seit 1937 wohnte Weninger in Naunhof, seinem Sterbeort. Er war der Vater des Filmproduzenten Manfred Otto (Otto Manfred) Weninger.
Weningers bekanntestes Arrangement ist das des Radetzky-Marsches, mit dem jedes Jahr – letztmals 2019 – das Neujahrskonzert der Wiener Philharmoniker endete. Seither erklingt ein auf Weningers Werk basierendes Arrangement, das ebenfalls vom Original abweicht, wie auch jedes Wiener Orchester Weningers Arrangement in der Regel als Abschluss eines Strauss-Konzertes spielt; auch die österreichischen Dirigenten fordern nach wie vor regelmäßig zum „Mitklatschen“ bei dieser NS-Verfälschung auf, selbst am österreichischen Nationalfeiertag.

## Werke
- Schauspielmusik zu F. Grillparzers „Die Ahnfrau“ 1907
- Orchesterstück 1915
- Frühling im Wienerwald, Walzer
- Erinnerung an Verdis Aida, Fantasie 1932
- Pastorale für Violine und Orgel 1932
- Pifferari (Die Querpfeifer), Intermezzo caratteristico 1937
- Rococo-Serenade für Violine und Klavier
- Operette Das Bärmädel

## Schriften
- Leopold Weninger: Der „Bearbeiter“ im Wandel der Zeiten, in: Das goldene Buch des Kapellmeisters, Düsseldorf 1931, S. 23–24.
- Leopold Weninger: Rückblicke: persönliche Aufzeichnungen des bekannten deutschen Arrangeurs u. Komponisten, Leipzig 1940.

## Dokumente
- Autographe (Briefe und Musikalien) von Leopold Weninger befinden sich im Bestand des Musikverlages A. J. Benjamin/Hans C. Sikorski KG sowie in weiteren Beständen von Musikverlagen im Sächsischen Staatsarchiv, Staatsarchiv Leipzig.